# Thomas Veber
Thomas Veber, född 1975, är en dansk-svensk författare och skribent med inriktning på långfärdssegling.

## Biografi
Veber intresserade sig tidigt för seglingslivet, och träffade år 2000 sin fru Margareta i Karibien. De hade seglat dit med skilda båtar men seglade sedan tillbaka i samma båt.
Veber och hans familj uppmärksammades 2017 i SvT:s "Familjer på äventyr" då de gjorde en seglats med sin 30-fots segelbåt till Karibien och tillbaka med sina två barn som då var 9 respektive 12 år gamla. Resan har även beskrivits i boken Ett år utan skor: En familj på äventyr som författats tillsammans med Margareta Veber.